# Алессандрини, Ринальдо
Ринальдо Алессандри́ни (итал. Alessandrini; род. 25 января 1960, Рим) — итальянский клавесинист
, органист, дирижёр. Видный представитель движения аутентичного исполнительства. Специализируется на барочной, ренессансной и раннеклассической итальянской музыке.
Алессандрини начал учиться игре на фортепиано в 14 лет. Систематического музыкального образования не получил (брал частные уроки игры на органе и клавесине у Тона Копмана). В 1984 основал и возглавил ансамбль старинной музыки «Concerto Italiano», в том же году дебютировал с ансамблем в Риме, исполнив оперу «Калисто» Ф. Кавалли. Основу репертуара Алессандрини и его ансамбля составляет музыка итальянского барокко — Дж. Фрескобальди («Fiori musicali» и «Музыкальные арии» полностью), А. Банкьери (мадригальные комедии), Дж. Каччини (опера «Эвридика»), А. Вивальди (опера «Олимпиада», серенада «Празднующая Сенна», «Времена года» и многие другие инструментальные сочинения), А. Скарлатти (кантаты, оратория «Каин»), Н. Йоммелли (опера «Необитаемый остров»), Дж. Б. Перголези (Stabat Mater, Римская месса), Дж. Тартини. Из ренессансной музыки известны тематические CD-альбомы с записями мадригалов Дж. П. да Палестрины, Л. Маренцио, К. Джезуальдо. Особое место в репертуаре Алессандрини и его ансамбля занимает музыка К. Монтеверди (все оперы, Вечерня блаженной Девы, многие мадригалы). В 2004 написал научно-популярную книгу «Monteverdiana». В 2015 дирижировал оперой «Коронация Поппеи» в миланском театре «Ла Скала», в 2017 — в нью-йоркском Карнеги-холле. Изредка исполняет и записывает также музыку неитальянских культурных традиций — О. Лассо, Г. Бёма, Ф. Тумы, И. С. Баха и др. Среди сольных записей Алессандрини (на клавесине и органе) выделяется альбом «150 лет итальянской музыки 1550—1700» (1994-95, 3 CD), в тематическую подборку которого вошли (наряду со знаменитостями) неизвестные ныне итальянские композиторы.
Участник международных музыкальных фестивалей, в том числе, барочной оперы в Боне (1995), «Misteria Paschalia» в Кракове (2009), старинной музыки в Инсбруке (2013). В качестве приглашённого дирижёра возглавлял Фрайбургский барочный оркестр, Оркестр века Просвещения, Оркестр Баварского радио, Базельский камерный оркестр и др. коллективы.